# Bulbophyllum mutatum
Bulbophyllum mutatum là một loài phong lan thuộc chi Bulbophyllum.